# Indice normalisé
Cet article court présente un sujet plus développé dans : indice de réfraction.
Ne doit pas être confondu avec Indice biologique global normalisé.
On parle d′indice de réfraction normalisé ou d’indice de réfraction relatif lorsque l'on normalise l'indice d'un milieu par celui qui l'entoure, pour que le milieu extérieur ait un indice fictif de 1 : par exemple, une lame de verre d'indice n1, plongée dans l'air d'indice n0 aurait un indice dit normalisé de n2=n1/n0.
La normalisation de l'indice des matériaux optiques tels que le verre se fait le plus souvent par l'indice de l'air pour les systèmes destinés à des applications liées à l'atmosphère. Ainsi les catalogues des fabricants de verres optiques, comme Schott AG ou Ohara, donnent l'indice de réfraction du verre normalisé par rapport à celui de l'air.